# Jarrod Shoemaker
Jarrod Shoemaker (Concord, 17 de julio de 1982) es un deportista estadounidense que compitió en triatlón y duatlón.
Ganó cuatro medallas en el Campeonato Panamericano de Triatlón entre los años 2008 y 2016, y una medalla en el Campeonato Mundial de Duatlón de 2009.

## Palmarés internacional
| Campeonato Panamericano | Campeonato Panamericano   | Campeonato Panamericano | Campeonato Panamericano |
| Año                     | Lugar                     | Medalla                 | Prueba                  |
| ----------------------- | ------------------------- | ----------------------- | ----------------------- |
| 2008                    | Mazatlán (México)         | Medalla de plata        | Individual              |
| 2010                    | Puerto Vallarta (México)  | Medalla de bronce       | Individual              |
| 2014                    | Sarasota (Estados Unidos) | Medalla de plata        | Relevo mixto            |
| 2016                    | Sarasota (Estados Unidos) | Medalla de oro          | Relevo mixto            |

| Campeonato Mundial | Campeonato Mundial       | Campeonato Mundial | Campeonato Mundial |
| Año                | Lugar                    | Medalla            | Prueba             |
| ------------------ | ------------------------ | ------------------ | ------------------ |
| 2009               | Concord (Estados Unidos) | Medalla de oro     | Individual         |